# Pacto Nacional por el Derecho a Decidir
El Pacto Nacional por el Derecho a Decidir (en catalán y oficialmente Pacte Nacional pel Dret a Decidir) es un pacto a favor del proceso del ejercicio del derecho a decidir y de la celebración de una consulta sobre el futuro político de Cataluña. El pacto está formado por organizaciones de la sociedad civil, las instituciones más representativas de Cataluña, el mundo local y las fuerzas políticas.
La reunión constitutiva del pacto tuvo lugar el 26 de junio de 2013 en el auditorio del Parlamento de Cataluña y participaron una cuarentena de entidades. La presentación del manifiesto unitario tuvo lugar el 16 de septiembre de 2013 con el apoyo de 800 entidades.
La segunda reunión del pacto tuvo lugar el 19 de febrero de 2014. Los asistentes trabajaron sobre la base de una pregunta para la consulta y una fecha, el 9 de noviembre de 2014, que ya habían acordado los partidos políticos de CiU, ERC, ICV-EUiA y la CUP. Asistieron a la reunión cerca de 50 entidades.

## Objetivos y funciones
- Llevar a cabo una orientación general del proceso para hacer efectiva la consulta sobre el futuro político de Cataluña.

- Crear un espacio de debate y diálogo permanente sobre el derecho a decidir.

- Facilitar el debate democrático que comporta el ejercicio del derecho a decidir, garantizando que el derecho a ser consultado comporte también el derecho a defender la posición que cada uno considere más conveniente.

- Recoger las propuestas que emanen de la sociedad civil y de sus agentes e instituciones para enriquecer el proceso del ejercicio del derecho a decidir.

- Difundir y garantizar los valores democráticos del derecho a decidir como expresión y fundamento a la participación ciudadana directa en los asuntos colectivos de gran trascendencia.

- Garantizar la participación y la coordinación de los diferentes actores organizados del país a favor del derecho a decidir: entidades sociales y ciudadanas independientemente de su objeto social; agentes económicos y sociales; partidos políticos e instituciones públicas.

- Hacer pedagogía y explicar el derecho a decidir y la celebración de la consulta; y proponer e impulsar los mecanismos y acciones necesarias para que el debate sobre el futuro de Cataluña llegue a toda la sociedad catalana y se pueda garantizar la participación ciudadana.

## Composición
El pacto está integrado por entidades civiles, cívicas, ciudadanas, culturales, económicas, sindicales, empresariales; el mundo local; grupos parlamentarios y el gobierno de la Generalidad de Cataluña. También se han constituido diversos pactos por el derecho a decidir a escala local. Por ejemplo en Badalona, Sabadell, Tarrasa, Gerona, Reus y San Celoni.